# Leskea angustifolia
Leskea angustifolia là một loài Rêu trong họ Leskeaceae. Loài này được Taylor mô tả khoa học đầu tiên năm 1847.